# Friedrich Hartjenstein
Friedrich Hartjenstein (ur. 3 lipca 1905 w Peine, zm. 20 października 1954 w Paryżu) – zbrodniarz nazistowski, komendant obozów koncentracyjnych Auschwitz II – Birkenau i Natzweiler-Struthof oraz SS-Obersturmbannführer.

## Życiorys
Służył w Wehrmachcie, skąd w 1938 przeszedł do formacji Waffen-SS. Dowodził kompanią wartowniczą w KL Sachsenhausen w 1938. W 1939 był komendantem obozu w Niederhagen-Wewelsburg. Od 1940 do 1942 służył w dywizji SS 3 Dywizja Pancerna SS „Totenkopf”. Był funkcjonariuszem Głównego Urzędu Administracji i Gospodarki SS (WVHA Wirtschaftsverwaltungshauptamt). Podlegały mu sprawy zatrudnienia więźniów. We wrześniu 1942 Hartjenstein został skierowany do służby w kompleksie obozowym Auschwitz-Birkenau, gdzie początkowo do listopada 1943 sprawował funkcję dowódcy batalionu wartowniczego. Następnie od listopada 1943 do 8 maja 1944 był komendantem obozu w Brzezince. Stąd przeniesiono go na stanowisko komendanta obozu Natzweiler-Struthof, które piastował do lutego 1945.
Po wojnie był sądzony trzykrotnie przez trybunały alianckie za zbrodnie wojenne. 1 czerwca 1946 został skazany na dożywocie przez brytyjski Trybunał w Wuppertalu za udział w egzekucji czterech członków francuskiego ruchu oporu. Następnie ten sam Trybunał skazał Hartjensteina na karę śmierci przez powieszenie w procesie załogi Natzweiler-Struthof 5 czerwca 1946. Wyroku nie wykonano, gdyż Hartjensteina ekstradowano do Francji. Francuski trybunał wojskowy w procesie załogi KL Natzweiler skazał go na karę śmierci przez rozstrzelanie. Hartjenstein zmarł w więzieniu w Paryżu w oczekiwaniu na egzekucję.